# Zwei: The Arges Adventure
Zwei: The Arges Adventure (ツヴァイ!!?, Zwei!!) è un videogioco di ruolo sviluppato e pubblicato da Nihon Falcom nel 2002 per Microsoft Windows. Il gioco è stato convertito per PlayStation 2 e PlayStation Portable e ha ricevuto un seguito nel 2008. Nel 2018 il titolo è stato distribuito in lingua inglese da XSEED Games.